# Нунация
В някои семитски езици, като арабския, нунацията (араб. تنوين‎ tanwīn) е добавянето на последен звук nūn при съществителните или при прилагателните имена, за да обозначат, че са напълно склоняеми.
| Знак           | ـٌ ‎  | ـٍ ‎  | ـً ‎  |
| Транзлитерация | -un | -in | -an |

Има три вида гласни диакритични знаци, които показват, от ляво надясно, окончанията -un (именителен падеж), -in (родителен падеж) и -an (винителен падеж). Знакът ـً‎ обикновено се пише в комбинация с ‎ ا алиф, ةً (tāʾ marbūṭa تاء مربوطة) или самостоятелно ‎ (hamza همزة). Алиф винаги трябва да се пише, освен ако думата не завършва на tāʾ marbūṭa или hamza, въпреки че -un или -in не са написани.
Тъй като арабският няма неопределителен член, имената като цяло са неопределени; това води до честата, но погрешна представа, че нунацията е знак за неопределеност и е аналогична на неопределителния член. Липсата на маркер за неопределеност невинаги прави думата неопределена; всъщност много собствени имена имат нунация, например в израза أشهد أن محمداً رسول الله (ašhadu anna muḥammadan rasūlu allāh: „Свидетелствам, че Мухаммад е пратеник на Аллах!“), в която Мохамед, съществително собствено име, приема нунация.